# پائولین هامارلاند
پائولین هامارلاند (سوئدی: Pauline Hammarlund؛ زادهٔ ۷ مهٔ ۱۹۹۴) بازیکن فوتبال اهل سوئد است.

## باشگاهی
از باشگاه‌هایی که در آن بازی کرده‌است می‌توان به باشگاه فوتبال لینشوپینگ و تیرسو اف‌اف اشاره کرد.

## تیم ملی
وی همچنین در تیم ملی فوتبال زنان سوئد بازی کرده‌است.
وی در مسابقات کشوری و بین‌المللی در مجموع برندهٔ ۱ مدال نقره شده‌است.